# Ga Don Mueang
Ga Don Mueang (tiếng Thái: สถานีดอนเมือง, phát âm [sā.thǎː.nīː dɔ̄ːn mɯ̄a̯ŋ]) là một nhà ga ở Băng Cốc. Nó nằm đối diện Sân bay Quốc tế Don Mueang. Hiện nay nó phục vụ cho Tuyến SRT Đỏ Đậm và tàu liên tỉnh đường dài trên Tuyến Bắc và Đông Bắc thuộc Đường sắt quốc gia Thái Lan. Tại đây có một cầu bộ hành liên kết trực tiếp nhà ga mới với sân bay.

## Lịch sử
Ga Don Mueang mở cửa vào năm 1898 như một phần của tuyến đường sắt đầu tiên của Thái Lan nối Băng Cốc và Ayutthaya. Cấu trúc ban đầu của nó được đặt bên phía sân bay. Tuy nhiên, nó được di chuyển sau khi hoàn thành Đường Vibhavadi Rangsit. Một nhà ga mới đã được xây dựng vào năm 2013 phù hợp với việc xây dựng Tuyến SRT Đỏ Đậm. Đây là một nhà ga trên cao mới nằm cách nhà ga cũ 700 mét, nằm trên nhà ga Talat Mai Don Mueang cũ. Nó gồm có hai tầng, tầng thấp gồm có 4 ke ga dành cho tuyến liên tỉnh đường dài và tàu đi lại, trong khi 4 ke ga ở trên dành cho Tuyến SRT Đỏ Đậm.
Tuyến Đỏ Đậm bắt đầu dịch vụ chạy trên cao vào ngày 2 tháng 8 năm 2021. Tàu đường dài đi vào hoạt động trên nhà ga cao vào ngày 19 tháng 1 năm 2023, đồng thời đóng cửa ga tầng trệt trong cùng ngày.

## Bố trí ga
| U4 Ke ga tầng trên (tàu ngoại ô)  |                                                                                | |
| Ke ga 1                           | Tuyến Đỏ Đậm hướng đi Rangsit                                                  | |
| Ke ga, cửa sẽ mở bên trái/phải.   |                                                                                | |
| Ke ga 2                           | Tuyến SRT Đỏ hướng đi Rangsit                                                  | |
| Ke ga 3                           | Tuyến Đỏ Đậm hướng đi Krung Thep Aphiwat                                       | |
| Ke ga, cửa sẽ mở bên trái/phải.   |                                                                                | |
| Ke ga 4                           | Tuyến Đỏ Đậm hướng đi Krung Thep Aphiwat                                       | |
| U3 Ke ga bên dưới (tàu đường dài) |                                                                                | |
| Ke ga 5                           | Tuyến Bắc Tuyến Đông Bắc hướng đi Nút giao Ban Phachi                          | |
| Ke ga, cửa sẽ mở bên trái/phải.   |                                                                                | |
| Ke ga 6                           | Tuyến Bắc Tuyến Đông Bắc hướng đi Nút giao Ban Phachi                          | |
| Ke ga 7                           | Tuyến Bắc Tuyến Đông Bắc hướng đi Krung Thep Aphiwat và Bangkok (Hua Lamphong) | |
| Ke ga, cửa sẽ mở bên trái/phải.   |                                                                                | |
| Ke ga 8                           | Tuyến Bắc Tuyến Đông Bắc hướng đi Krung Thep Aphiwat và Bangkok (Hua Lamphong) | |
| U2 khu vực bán vé                 | tầng bán vé                                                                    | Lối thoát 1-4, trung tâm dịch vụ khách hàng, mua vé tại chổ, máy bán vé, của hàng, lối bộ hành kết nối Sân bay Don Mueang |
| G Mặt đất                         | -                                                                              | Đường Kamphaeng Phet 6, Sân bay Don Mueang (Ga nội địa), chợ Don Mueang mới                                               |

## Hình ảnh

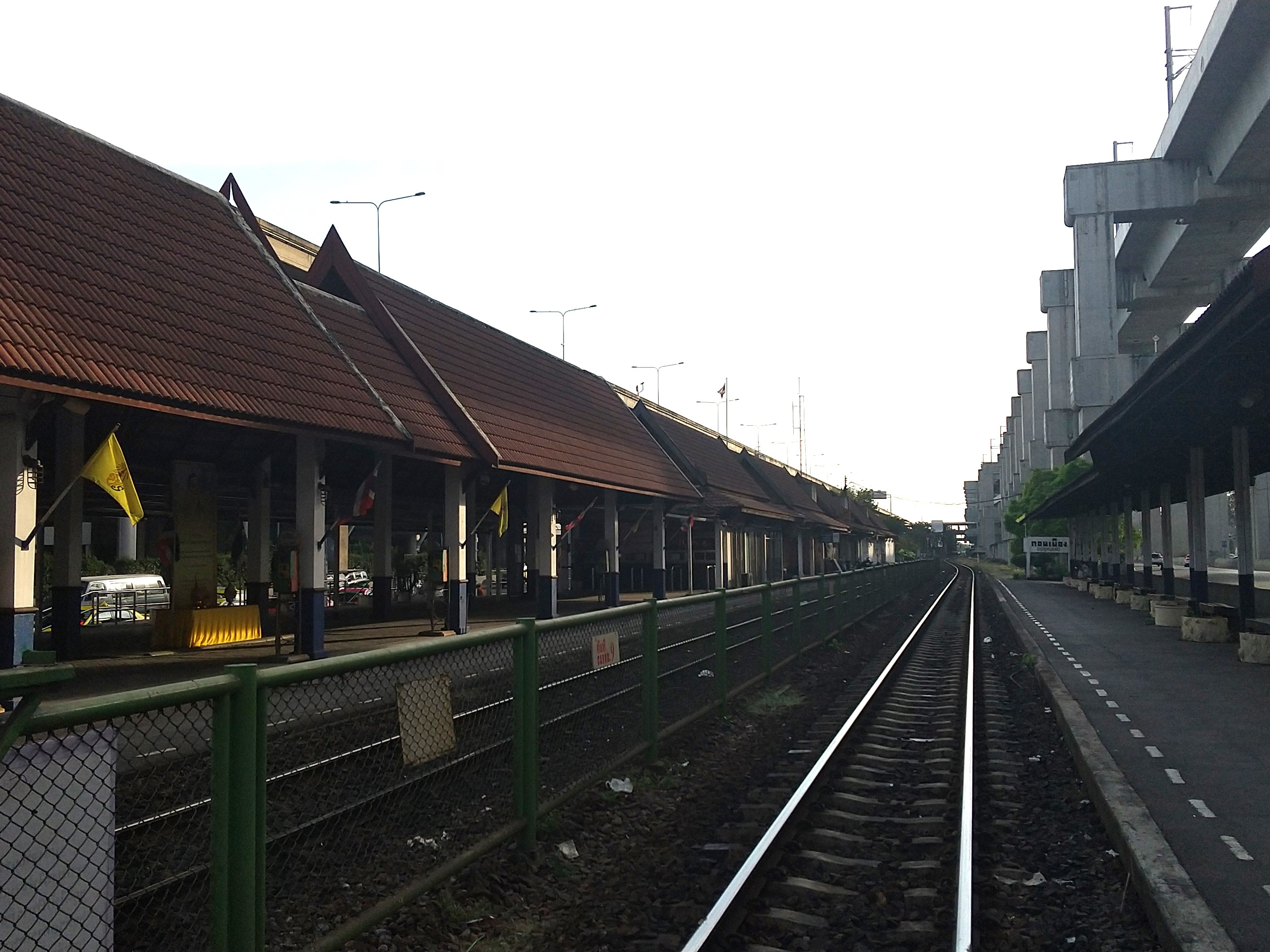
Nhà ga cũ tầng bên dưới
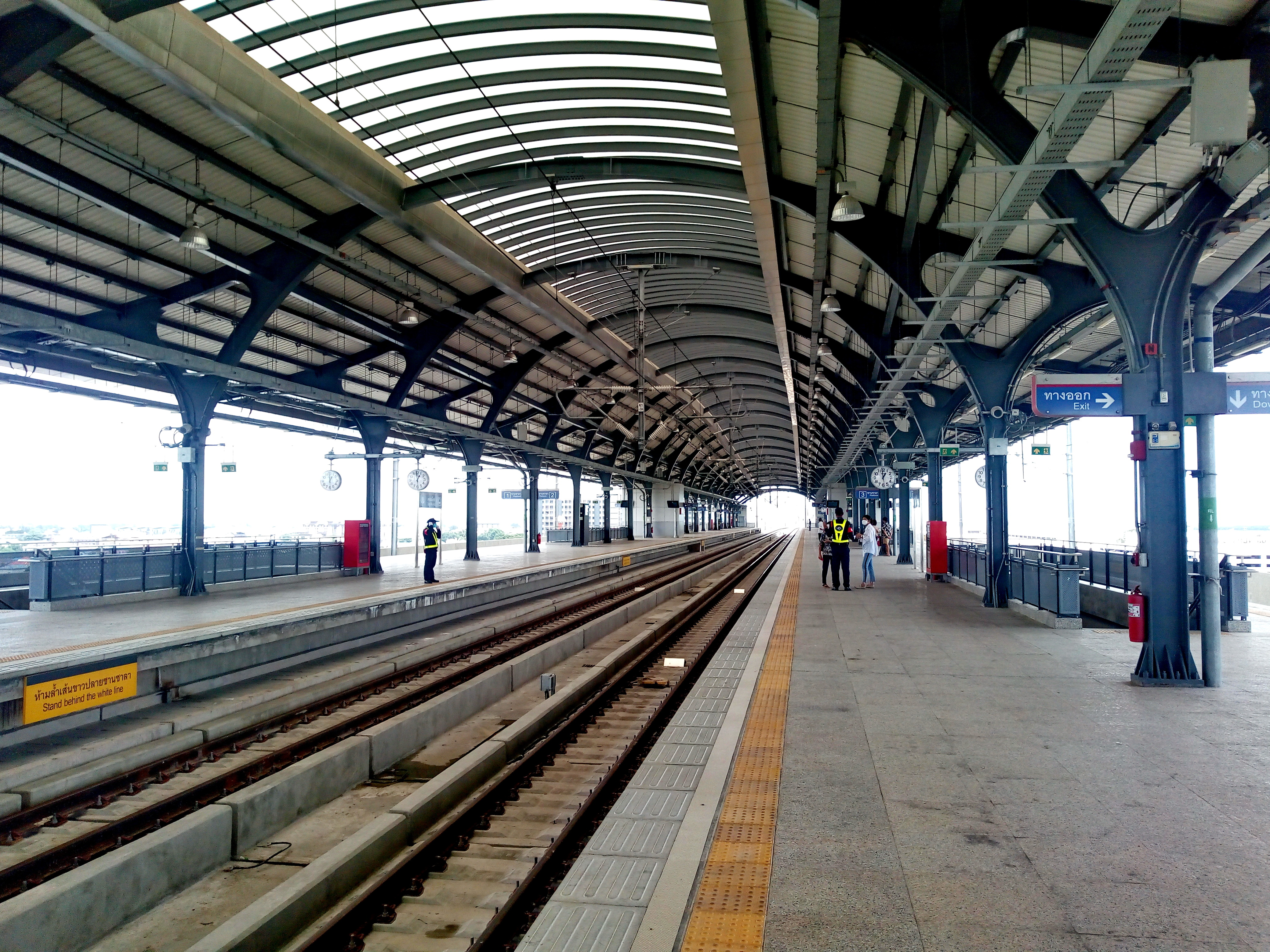
Ke ga Tuyến SRT Đỏ
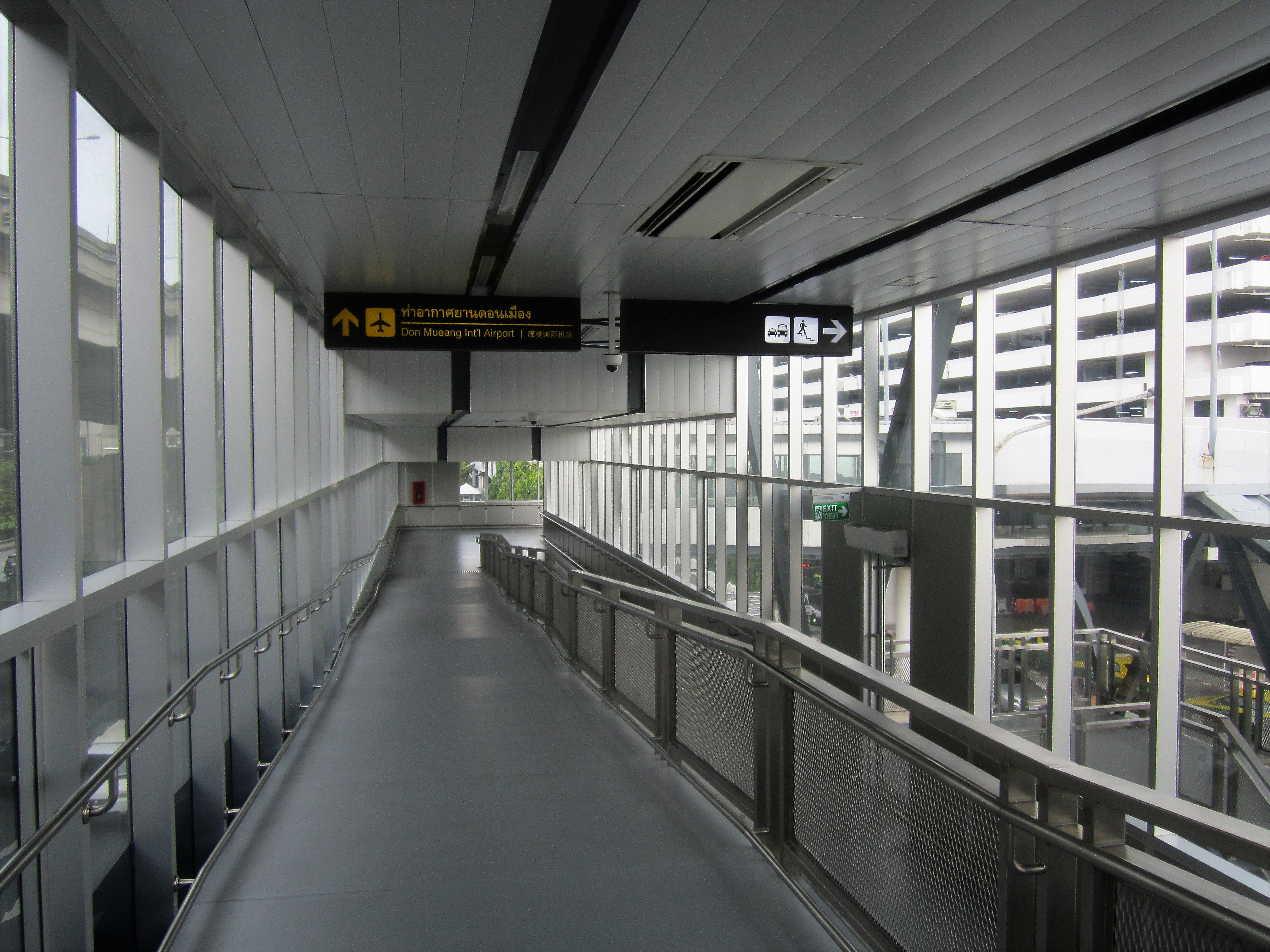
Lối bộ hành kết nối sân bay với nhà ga